# Stenoneurellys laticeps
Stenoneurellys laticeps är en tvåvingeart som beskrevs av Borgmeier 1927. Stenoneurellys laticeps ingår i släktet Stenoneurellys och familjen puckelflugor. Inga underarter finns listade i Catalogue of Life.